# 嫌われ監察官 音無一六
『嫌われ監察官 音無一六』（きらわれかんさつかん おとなしいちろく）は、2013年からテレビ東京・BSテレ東（旧・BSジャパン）共同制作で放送されている刑事ドラマシリーズ。主演は小日向文世。
副題は『警察内部調査の鬼』（第1作 - 第3作）。
放送枠は「水曜ミステリー9（第2期）」（第1作・第2作）、「水曜エンタ・水曜ミステリー9」（第3作・第4作）、「月曜プレミア8」（第6作）、「金曜8時のドラマ」（連続ドラマ）。
2022年5月6日より「金曜8時のドラマ」枠で連続ドラマとして放送開始。
本項での「第○作」は単発ドラマ、「S」は連続ドラマを表す。

## キャスト
主要人物には苗字か名前に数字、あるいは数字の単位が含まれている（ただし、里村麻衣・川上圭太を除く）。

### 主人公と相棒
音無一六
演 - 小日向文世（幼少期：片桐隼哉〈第5作・ノンクレジット〉）
経歴：警視庁捜査一課
→ 警視庁警務部人事第一課（第1作 - ）
警視庁警務部人事第一課の監察官で、元刑事（階級は警視）。
厳しい性格で、刑事たちの職務怠慢や素行を決して見逃さず、事件の聞き込みや仕事の状況において徹底した目で監視し、監視していた刑事に対してちょっとでも良くない事実が分かればきつい言葉で事細かく注意を促したり、時には捜査に支障をきたすと判断して謹慎処分、もしくは退職処分を言い渡しているが、それ故にほとんどの刑事たちからはかなり疎まれており、度々悪口や嫌味を言われたり、逆恨みから怪我を負わされたこともある。
刑事だった頃にストーカー被害に遭う里村麻衣から相談を受け、その時に別の事件が入った為に相手に出来ず、代わりに警視庁世田谷西警察署に相談するように促したものの、野中敏弘刑事の怠慢が原因でなんの対処もされずにストーカー大村孝次に殺されてしまい、挙句の果てに保身と体裁の為に事件そのものを隠蔽しようとした警察そのものに絶望する。当時の監察官であった千住にストーカー事件を打ち明け、彼女の協力を得て事件を白日の下に晒し、結果として事件に関わった警察署の刑事たち（中には二宮満も含まれている）を処分させる事は出来た（以来は別の刑事から「仲間を売った」と陰口を叩かれ、またイソップ寓話の卑怯なコウモリに因んで「コウモリ」と形容されるようになる）が、事件後は警察を内部から変える為に刑事から監察官になり、以降は嫌われる覚悟で厳しい性格を発揮するように至る。
平屋の一軒家に住んでいる。大の虫嫌い。
五月女ちとせ
演 - 京野ことみ（第1作・第2作）
第1作と第2作の一六の相棒。警視庁捜査一課第三強行犯第五係。階級は警部補。
猪突猛進で、曲がった事を非常に嫌う程の正義感に満ち溢れているが、反面では先入観にとらわれ過ぎて目先の事ばかりを疑い、事件の真意を見逃してしまうなどの欠点があり、それを一六に指摘されている。当初は一六を嫌っており、度々反発していたものの、誰もが気付かなかった事実に一足先に気付いた一六の優秀さを評価し、また彼の過去と真意を知ったことで一六に対する考えと態度を改めるようになり、捜査を共に進めて事件を解決させたことをきっかけに完全に打ち解ける。
三条渚
演 - 中越典子（第3作 - 第5作 / S1第4話）
経歴：警視庁湾岸北警察署刑事課（第3作）
→ 警視庁西調布警察署刑事課（第4作）
→ 警視庁捜査一課（第5作）
→ 警視庁西葛西警察署刑事課強行犯係（S1第4話）
第3作と第4作の一六の相棒。階級は巡査部長。最初は一六を嫌い、彼の考えや行動に不快を示していたものの、一六と行動して捜査を進めていくうちに彼の真意を理解するに至り、事件解決後は打ち解ける。
溝呂木（こおろぎ）三花
演 - 堀内敬子（第5作 - S1第1話・第6話・最終話）
経歴：警視庁有明警察署刑事課強行犯係（第5作）
→ 警視庁湾岸東警察署刑事課（第6作）
→ 警視庁捜査一課強行犯第1係（S1第1話 - ）
第5作と第6作の一六の相棒。階級は巡査部長。普段は粗忽でおっとりしているが、酒に弱くビール一杯で豹変する。捜査は的確で、格闘、射撃も優れる優秀な刑事。初対面から一六に好意的に接し、一六の見識、捜査手法にも理解を示している。虫嫌いの一六からは名字ではなく「三花さん」と呼ばれている。
四堂厘太郎
演 - 古川雄輝（S1）
経歴：警視庁捜査一課強行犯第1係（S1第1話）
→ 警視庁警務部警務部長付き（S1第1話 - ）
連続ドラマの一六の相棒。副総監・四堂孝文の息子。階級は巡査部長。

### 警視庁
七尾政和
演 - 石丸謙二郎（第1作 - 第5作 / S1第1話・第6話・最終話）
警視庁刑事部部長。階級は警視監。捜査状況や刑事たちの様子を監視しては過剰に口出ししたり、素行の悪さを理由に簡単に刑事を謹慎もしくは退職処分にしている一六の事を快く思っておらず、度々本人や彼の上司である千住に抗議している。
千住遼子
演 - 田中美佐子
警視庁警務部部長。階級は警視監。一六の上司。一六の事を本当に理解しており、彼の行動を正しいものと定め、捜査に支障が出るような刑事たちを容赦無く処分する事を許し、また七尾から一六の事で抗議されても彼を庇い、時には共に処分される事を望むなど、頼れる上司としての技量と強さを持つ。また、一六が刑事だった時は監察官の立場にあり、当時世田谷西警察署が隠蔽しようとしたストーカー事件を彼と協力して白日の下に晒しているが、過去の警察の行動から今でも警察の実状に不信感を抱いており、故に一六の警察を変えるといった考えに賛成し、嫌われようが自分を貫くようにも諭している。
四堂孝文
演 - 尾美としのり（第6作 - S1第1話・第4話・第6話・最終話）
警視庁副総監。厘太郎の父親。

### その他
二宮満
演 - 小野武彦
居酒屋「みつる」主人で、元警視庁世田谷西警察署長。
当時管内で起きたストーカー事件において、当初は上層部に従ってその事件を隠蔽しようとしていたが、一六と千住によって真実を白日の下に晒されたことで退職処分となり、警察を辞めた。警察を辞めた後は自分がやってはいけない事をしたと気付き、またそれに気付かせてくれた一六を恨まずにむしろ感謝を示し、居酒屋の主人になった今でも店を訪れる一六を歓迎するなど、良好な関係を築く。
里村麻衣
演 - 團遥香（第1作 / S1第2話）
世田谷区ストーカー殺人事件の被害者。レンタルショップ店員。大村孝次に刃物で刺され死亡。
川上圭太
演 - 木村昴（第1作 / S1第5話）
経歴：警視庁武蔵多摩警察署刑事課強行犯係（第1作）
→ ネットタレント（S1第5話）
刑事。S1第5話の8年前、非番の日に通り魔に襲われていた三好由美を何もできず助けられなかった。2か月後、勤務中に泥酔し店の看板を破壊する。一六に監察処分を受けたあと依願退職した。退職後はネットタレント「ファンキー刑事」に転職し、チャンネル登録者数300万人、年収1億円を稼いでいる。
万丈二六
演 - 遠藤憲一（第5作 - ）
個人タクシー運転手。幼いころに引き離された一六の実の弟。現在は一六の家に居候している（第6作）。タクシーの名前は「流星号」。
元妻は弁護士の京山夏月。
京山夏月
演 - 大塚寧々（S1第3話・最終話）
京山法律事務所の所長。二六の元妻で二六のことを「ジロー」と呼んでいる。

### ゲスト
第1作 - 第6作 / 連続ドラマ

#### 第1作 - 第6作（2013年 - 2020年）
★（冒頭で一六に監察処分を受けた警察官）
第1作「刑事の敵が怠慢捜査捜査にメスを入れる！“L字の指”で殺された男!? 14年沈黙した未解決事件」（2013年）
- 羽佐間史郎（警視庁捜査一課 管理官） - 益岡徹
- 甲山香織（都議会議員・甲山の妻） - 遠山景織子
- 島内浩司（警視庁武蔵多摩警察署刑事課 警部） - デビット伊東 ★
- 正岡敦（警視庁武蔵多摩警察署刑事課 巡査部長） - 大浜直樹
- 松葉勝（松葉探偵事務所の探偵） - 木下ほうか
- 木村歩美（洋食店「クレア」店員・木村の娘） - 珠木ゆかり
- 伊藤武志（武蔵多摩市青年団 団長） - 生津徹
- 甲山慎次（町おこしコーディネーター） - 今里真
- 山崎光司郎（都議会議員） - 若林久弥
- 酒屋 - 小林尚臣
- 司法解剖した医師 - 伽代子
- レポーター - 奥田由美
- 甲山香織事務所 スタッフ - 橋沢進一
- 里村麻衣の父 - 群馬茂平
- 若い男性 - 練苧弘晃
- 若い女性 - 逢澤みちる
- 木村茂（洋食店「クレア」オーナーシェフ） - 志賀廣太郎
- ご当地アイドル - 関口あゆみ、寺脇真美、愛海、ゆりあ

第2作「深読み”の天才は刑事の敵!? 15年前から届いた悪魔の告発文!!“時が止まった”母子を救え!!」（2014年）
- 植松拓実（警視庁南荒川警察署 巡査・栄作と佳代の息子） - 窪塚俊介
- 須賀慎司（レストラン「フォレスト」オーナー・若葉の元恋人） - 山中聡
- 桜井善之（管理官） - 大谷亮介
- 岩森剛（警視庁南荒川警察署 警部補） - やまもとまさみ ★
- 高木和弘（警視庁南荒川警察署 刑事） - 坂田聡
- 村越雄也（警視庁南荒川警察署 刑事） - 芳野正朝
- 木嶋優一（15年前の「女子高生ストーカー殺人事件」容疑者で15年服役し出所後6日目に殺害） - 阿部亮平
- 長谷川弥生（岡崎家の家政婦） - 細野今日子
- 植松栄作（警視庁南荒川警察署 署長） - 佐久間哲
- 植松佳代（栄作の妻） - 桜木ひろ子
- 巡査 - 熊木聡一
- 記者 - 東條織江、日中泰景、大沼遼平
- 岡崎忠彦（衆議院議員・元弁護士） - 升毅
- 岡崎若葉（光枝の連れ子・15年前の「女子高生ストーカー殺人事件」被害者〈当時高校3年生〉） - 園部莉子
- 死体第一発見者のカップル - 設楽あず、三浦圭祐
- 岡崎雅彦（忠彦と光枝の息子） - 秋間将汰
- カフェ店員 - 幸野紘子
- 池田昇一郎（警視庁副総監） - 佐々木勝彦
- 岡崎光枝（忠彦の妻） - 芦川よしみ
- 木嶋康子（清掃員・優一の母） - りりィ

第3作「連続殺人事件の現場に残されたのは、恋愛を詠った百人一首の札。怨恨か？それとも…？監察官・音無一六が“深読み力”で真相を暴く！」（2016年）
- 高崎邦茂（警視庁湾岸北警察署刑事課 巡査部長） - 松田悟志
- 真柴圭史（宗教団体「幸愛乃光」広報担当） - 尾上寛之
- 中川孝祐（一六に暴力を奮い免職された刑事） - 田中聡元 ★
- 末次俊（警視庁湾岸北警察署刑事課 刑事） - 伊与勢我無
- 原雅義（宗教団体「幸愛乃光」被害者の会 代表） - 井上高志
- 田辺秀治（宗教団体「幸愛乃光」被害者の会 前代表・私立明邦高等学校 元教師・故人） - 藏内秀樹
- 五十嵐泰臣（弁護士・「百人一首連続殺人事件」第1被害者） - 長棟嘉道
- 稲村朋美（芸能プロダクション社長秘書） - 安亜希子
- 私立明邦高等学校 教師 - 大月秀幸
- 長谷部元哉（IT企業社長） - 雑賀克郎
- 十文字みどり（芸能プロダクション社長・元女優・「百人一首連続殺人事件」第2被害者） - 宇津井香織
- 小玉道宣（東都大学病院 心臓外科医・「百人一首連続殺人事件」第3被害者） - 大家仁志
- 山下里瑛（レポーター） - 山本英里
- 藤代栄治（探偵・元監察官・二宮満の元部下） - 宅麻伸
- 水守義昭（警視庁湾岸北警察署刑事課 刑事） - 西山浩司
- 飯塚久雄（警視庁捜査一課 管理官・警視） - 矢島健一

第4作「監察官の毒殺事件が発生。その直後に届いた一通の告発文が意味するものとは…？監察官・音無一六が“深読み力”で事件の真実を突き止める！」（2017年）
- 中村康介（警視庁西調布警察署刑事課 刑事） - 山崎銀之丞
- 島岡正（野菜農園の社長） - 近藤公園
- 岡部由美（パティシエ・旧姓「石黒」） - 西原亜希
- 加藤和馬（警視庁西調布警察署刑事課 刑事） - 堀井新太
- 曽根崎和美（曽根崎の妻・半年前から別居中） - 野口かおる
- 下柳勉（フリーライター） - 神農直隆
- 石黒信也（由美の夫・元警視庁南麻布警察署生活安全課 巡査部長・1年前死亡） - 山岸門人
- 曽根崎修（警視庁警務部人事第一課 監察官・音無一六の同僚） - 望月章男
- 山田秀彦（元警察官・15年前転落死） - 神山大和
- 井上心（こども食堂「もりもり」入園児） - 古川凛
- 佐藤（東京都警察学校） - 八十田勇一
- マンション管理人 - 谷田部俊
- こども食堂「もりもり」スタッフ - 藤本静
- 木下（警視庁南麻布警察署 刑事） - 友寄
- 田辺（警視・音無一六の監察対象者） - 筒井巧
- 井上（心の母） - 押田佐代子
- 刑事 - 乙黒史誠
- ガードマン - 橋本拓也
- 警備員 - 関ヒロユキ
- 警官 - 東龍美、和知龍範
- 松下亜紀子（こども食堂「もりもり」代表・元警視庁刑事・千住遼子の恩人） - 室井滋（若き日：長田涼子）
- 記者 - 森戸宏明
- 市長 - 世古陽丸
- 警視庁西調布警察署 女性警察官 - 三木くるみ
- 15年前に万引きした主婦 - 辰巳ゆい
- こども食堂「もりもり」スタッフ - 矢﨑初音
- 山田幹夫（やまだ写真館 店主・秀彦の父） - 小倉一郎
- 岩瀬厚一郎（警視庁捜査一課 管理官） - 佐戸井けん太
- 長田健次（警視庁西調布警察署刑事課 巡査部長・来月定年） - 不破万作 ★

第5作「監察中の“疑惑の刑事”が殺された！逃亡者は一六の実弟『二六』!? 警察内部調査の鬼が“深読み力”で衝撃の毒殺トリックに挑む！」（2018年）
- 有村俊樹（警視庁組織犯罪対策第四課 警部補・二六の親友） - 大友康平
- 室岡徹（室岡不動産 社長） - 宮川一朗太
- 阿部志津香（室岡不動産 社員） - 青山倫子
- 奥泉栄一郎（警視庁捜査一課 巡査長） - 鈴之助
- 仁科修平（仁科ホテルグループ 社長） - 小林一英
- 涌井（警視庁組織犯罪対策第四課 巡査部長） - 細見大輔
- 警視庁捜査一課 刑事 - 足立智充
- 竹田（刑事） - 竹内健史
- 警官 - 大水洋介（ラバーガール）
- 刑事 - 名村辰
- 戸田（解剖医） - 山元隆弘
- 巨竜会 構成員 - 大沼智貴
- 仁科の秘書 - 加藤慎吾
- リポーター - 日中泰景
- 飯田正臣（警視庁組織犯罪対策第四課 課長） - 大河内浩
- 川谷宗輔（警視庁捜査一課 管理官） - 小木茂光

第6作「炎上の裏の真実」（2020年）
- 阿久津恵里（婚活塾恋愛カウンセラー） - 紺野まひる
- 飯島多香子（警視庁警務部人事第一課 監察官・一六の部下） - 佐藤めぐみ
- 飯島和也（ビル清掃員・多香子の夫） - 笠原秀幸
- 田宮寛人（興洋貿易 社長・本名「山崎明洋」） - 浜田学（整形前：渡辺翔）
- 阿武川康（警視庁湾岸東警察署刑事課 警部補） - 奥田達士
- 小杉徹（警視庁捜査一課 管理官） - 大西武志
- 武藤竜一（警視庁湾岸東警察署のマル暴） - 田邊和也
- 津田政樹（警視庁組織犯罪対策第五課 警部補・多香子の同期） - 赤川千尋
- 橋本茂（警視庁湾岸東警察署刑事課 警部補） - 増田修一朗 ★
- 神永真司（調布刑務所 受刑者） - 兼松若人
- 岡本健斗（写真をSNSにアップした男） - 笈川健太
- 警視庁湾岸東警察署刑事課 刑事 - 平岡亮
- チンピラ - タイソン大屋
- チンピラ - 阿邊龍之介
- 麻薬の売人 - 分部和真

#### 連続ドラマ（2022年）
第1話「"警察の警察"嫌われ男が組織の闇を暴く!!20年前に消えた拳銃は警察の恥!? 銃弾5発が仕組む復讐トリック」
- 佐橋篤行（白金警察署高輪五丁目交番 元巡査長・1か月前病死） - 山本龍二
- 広瀬貴大（タクシー運転手・佐橋真美の幼馴染） - 水間ロン（12歳時：木村皐誠）
- 佐橋真美（お好み焼き屋の店員・佐橋篤行の娘） - 岡野真也（9歳時：宮地美然）
- 岡島宣巳（警視庁白金警察署強行犯係 巡査部長） - 犬山ヴィーノ ★
- 今林則彦（警視庁捜査一課 管理官） - 大場泰正
- 岩渕道弥（20年前の交番襲撃犯・高部が経営していたホビーショップの元バイト） - 松本哲也
- 高部謙作（玩具コレクター） - 安藤彰則
- 箕田直樹（白金警察署高輪五丁目交番 元巡査・箕田達明の甥・18年前に交通事故死） - 諒太郎
- 八木（警視庁白金警察署強行犯係 刑事） - 山﨑秀樹
- 松本（警視庁捜査一課強行犯第1係 刑事） - 吉田朋弘
- 林（警視庁捜査一課強行犯第1係 刑事） - 池田稔
- 箕田達明（元警察庁次長・佐橋の幼馴染） - 角野卓造
- 秋吉（巡査） - 秋吉孝勇
- トランクルーム係員 - 都築一隆

第2話「警察に殺された…!? 10年前ストーカー殺人の罪を量る"死神"」
- 高岡充彦（テンスターマーケティング 社長） - 水石亜飛夢
- 船井健之（国会議員・元警視庁世田谷西警察署生活経済係 係長） - 井上肇
- 野中敏弘（警視庁昭島東警察署 巡査部長・元警視庁世田谷西警察署生活安全課防犯係） - 山崎潤
- 宮内綾未（巡査・元警視庁世田谷西警察署生活安全課防犯係） - 佐藤寛子
- 西川拓実（警視庁世田谷西警察署 巡査） - 橋本一郎 ★
- 大村孝次（フリーター・里村麻衣のストーカー） - 三浦健人
- 山脇和隆（船井健之の秘書兼運転手） - 中村元気

第3話「高級フレンチ殺人!! 天才料理長の"冤罪"アリバイと包丁の傷」
- 立脇修武（高級フレンチレストラン「シャトー・デ・アンジュ」料理長・京山夏月の高校時代の同級生） - 金子昇
- 岩藤秀明（高級フレンチレストラン「シャトー・デ・アンジュ」支配人・本名「石橋義典」） - 遠山俊也
- 森沢信彦（高級フレンチレストラン「シャトー・デ・アンジュ」ホールスタッフの総責任者） - 外山誠二
- 国木田幸也（警視庁玉川西警察署強行犯係 警部補） - 瓜生和成
- 尾崎耕治（警視庁玉川西警察署強行犯係 巡査部長） - 古谷佳也
- 工藤三紀彦（WEBライター） - 大村わたる
- 柏原泰光（高級フレンチレストラン「シャトー・デ・アンジュ」オーナー） - 尾関伸次
- 崎本博隆（高級フレンチレストラン「シャトー・デ・アンジュ」前スーシェフ） - 依田哲哉
- 福田蒼子（高級フレンチレストラン「シャトー・デ・アンジュ」ソムリエール） - 細川唯
- 迫田（タクシー運転手） - 矢田政伸

第4話「800万を隠す死体!? 警察に半グレのスパイ 命狙われた目撃者!」
- 藤垣清一（西葛西警察署小松川交番 交番相談員・元警察官） - 下條アトム
- 大沢成章（警視庁西葛西警察署刑事課強行犯係 係長・警部補） - 信太昌之
- 飯島祐次（警視庁西葛西警察署刑事課強行犯係 刑事・巡査部長） - 兒玉宣勝
- 海老原大貴（逃走した犯人を目撃したアルバイト店員） - 名村辰
- 武居竜也（半グレ集団ガルサ連盟のリーダー） - 鬼倉龍大
- 椎名知則（半グレ集団ガルサ連盟のメンバー） - 宮田龍樹
- 加藤（警視庁西葛西警察署刑事課強行犯係 刑事） - 牧亮佑

第5話「殺された億万長者はホームレス!? 歪んだ愛と死を呼ぶ着信音!」
- 安田雅紀（警視庁駒形警察署刑事課強行犯係 巡査・厘太郎の同期） - 加治将樹（S1最終話）
- 三好麻耶（花屋「フロリスト三好」オーナー） - 伊藤梨沙子
- 佐藤優介（トンボ急便の宅配ドライバー） - 原嶋元久
- 木下拓造（ホームレス） - 難波圭一
- 今井賢治（警視庁武蔵多摩警察署刑事課強行犯係 巡査部長） - 内村遥
- 小久保秀一（警視庁捜査一課 管理官） - 永島和明
- 粟田真紀（警視庁武蔵多摩警察署刑事課強行犯係 巡査） - 田中こなつ
- 沢野隆（警視庁武蔵多摩警察署刑事課強行犯係 巡査） - 守谷周徒
- 三好由美（三好麻耶の母・8年前に通り魔事件に巻き込まれて死亡） - 名越佳代
- 松野弘一（警視庁武蔵多摩警察署刑事課強行犯係 巡査部長） - 村田雄浩

第6話「汚職警察官の自殺に黒幕!? 消えた1000万円と闇診療所のナゾ!?」、最終話「一六逮捕される!? 1200万札束に隠された警察腐敗の涙の真実」
- 勝野正己（警視庁捜査一課強行犯第1係 巡査部長・井出の同期） - 高橋努
- 元木秀章（警察庁特別調査室 首席監察官） - 堀部圭亮
- 正岡篤志（正岡診療所 院長） - 木場勝己
- 江永尚吾（警視庁総務部長） - 羽場裕一
- 柳田晴彦（警視庁総務部 用度課長） - 岡安泰樹
- 井出友孝（警視庁総務部用度課 巡査部長） - 管勇毅
- 坪浦史郎（印刷会社「坪浦印刷」社長） - 松澤一之
- 佐川伊沙子（正岡診療所 看護師） - 山下容莉枝
- 畑山由衣（正岡診療所 ボランティア） - 尾碕真花
- 小林武信（警視庁捜査三課 主任） - 林家三平（S1最終話のみ）

## スタッフ
- 原案 - 酒井直行
- 脚本 - 酒井直行（第1作）、牟田桂子（第1作）、いとう斗士八（第2作）、大浜直樹（第3作）、吉本昌弘（第4作）、山岡潤平（第5作）、倉貫健二郎（第5作）、船橋勧（第6作、連続ドラマ）、戸田山雅司（連続ドラマ）
- 監督 - 倉貫健二郎、岡野宏信（連続ドラマ）、副島宏司（連続ドラマ）
- 主題歌 - Anonymouz - 「カタシグレ」
- 音楽 - 羽岡佳（連続ドラマ）
- 警察監修 - 倉科孝靖
- 技斗 - 大道寺俊典
- CG - マリンポスト
- 技術協力 - 東通（第1作 - 第6作）、TACT、サウンドライズ（連続ドラマ）
- 美術協力 - BEENS
- 照明協力 - ティ・エル・シー（第1作 - 第6作）、TACT（連続ドラマ）
- チーフプロデューサー - 橋本かおり（テレビ東京 / 第1作 - 第3作）、中川順平（第6作）、濱谷晃一（テレビ東京 / 連続ドラマ）
- プロデューサー - 浅野太（テレビ東京 / 第1作 - 第6作）、倉貫健二郎（スパークル）、大高さえ子（スパークル）、田中智子（第6作）、祖父江里奈（テレビ東京 / 連続ドラマ）
- 製作 - テレビ東京、BSジャパン→BSテレ東、ドリマックス・テレビジョン（第1作 - 第5作）、TBSスパークル（第6作 - ）

## 放送日程

### 第1作 - 第6作
| 話数 | 放送日         | サブタイトル | 脚本                | 監督       |
| ---- | -------------- | --- | ------------------- | ---------- |
| 1    | 2013年12月18日 | 刑事の敵が怠慢捜査捜査にメスを入れる！ "L字の指"で殺された男!? 14年沈黙した未解決事件                                             | 酒井直行 牟田桂子   | 倉貫健二郎 |
| 2    | 2014年11月05日 | "深読み"の天才は刑事の敵!? 15年前から届いた悪魔の告発文!! "時が止まった"母子を救え!!                                              | いとう斗士八        | 倉貫健二郎 |
| 3    | 2016年02月24日 | 連続殺人事件の現場に残されたのは、恋愛を詠った百人一首の札。 怨恨か？それとも…？監察官・音無一六が"深読み力"で真相を暴く！        | 大浜直樹            | 倉貫健二郎 |
| 4    | 2017年01月18日 | 監察官の毒殺事件が発生。 その直後に届いた一通の告発文が意味するものとは…？ 監察官・音無一六が"深読み力"で事件の真実を突き止める！ | 吉本昌弘            | 倉貫健二郎 |
| 5    | 2018年07月06日 | 監察中の"疑惑の刑事"が殺された！逃亡者は一六の実弟『二六』!? 警察内部調査の鬼が"深読み力"で衝撃の毒殺トリックに挑む！             | 山岡潤平 倉貫健二郎 | 倉貫健二郎 |
| 6    | 2020年09月07日 | 炎上の裏の真実 | 船橋勧              | 倉貫健二郎 |

### 連続ドラマ
- 2022年5月6日 - 6月17日、全7話。
- 第1話は「初回2時間スペシャル」として放送（20時 - 21時48分）。

| 話数   | 放送日        | サブタイトル                                                                                      | 脚本       | 監督       |
| ------ | ------------- | ------------------------------------------------------------------------------------------------- | ---------- | ---------- |
| 第1話  | 2022年5月06日 | "警察の警察"嫌われ男が組織の闇を暴く!! 20年前に消えた拳銃は警察の恥!? 銃弾5発が仕組む復讐トリック | 戸田山雅司 | 倉貫健二郎 |
| 第2話  | 2022年5月13日 | 警察に殺された…!? 10年前ストーカー殺人の罪を量る"死神"                                            | 戸田山雅司 | 倉貫健二郎 |
| 第3話  | 2022年5月20日 | 高級フレンチ殺人!! 天才料理長の"冤罪"アリバイと包丁の傷                                           | 戸田山雅司 | 岡野宏信   |
| 第4話  | 2022年5月27日 | 800万を隠す死体!? 警察に半グレのスパイ 命狙われた目撃者!                                          | 戸田山雅司 | 副島宏司   |
| 第5話  | 2022年6月03日 | 殺された億万長者はホームレス!? 歪んだ愛と死を呼ぶ着信音!                                          | 船橋勧     | 岡野宏信   |
| 第6話  | 2022年6月10日 | 汚職警察官の自殺に黒幕!? 消えた1000万円と闇診療所のナゾ!?                                         | 戸田山雅司 | 倉貫健二郎 |
| 最終話 | 2022年6月17日 | 一六逮捕される!? 1200万札束に隠された警察腐敗の涙の真実                                           | 戸田山雅司 | 倉貫健二郎 |